# Marcabamba
El anexo de Marcabamba es uno de los tres anexos que conforman el distrito de Marcabamba y pertenece a la Provincia de Páucar del Sara Sara, ubicada en el departamento de Ayacucho, en el Perú.

## Festividades
- Septiembre: Virgen de Cocharcas
- Noviembre: en honor a San Martín de Porres

- Datos: Q5995430

1. ↑  Worldpostalcodes.org, código postal n.º 05650.